# Tugun (Queensland)
Tugun ist ein Vorort von Gold Coast in Queensland, Australien. Der Ort zählte im Jahr 2021 7.175 Einwohner. Tugun ist ein beliebtes Ferienziel in Queensland mit Hotels, Motels und Ferienhäusern entlang des Strandes.

## Lage
Tugun liegt an einer Ausfahrt des Pacific- und Gold-Coast-Highway, die 7 Kilometer nordwestlich von Coolangatta und 96 Kilometer von der Landeshauptstadt Brisbane entfernt ist.

## Name
Es wird angenommen, dass der Name auf einen Aborigines-Ausdruck zurückgeht, der Bewegungen der Meereswellen beschreibt. Benannt wurde der Vorort im Jahr 1910. Tugun grenzt an die Vororte Currumbin und Bilinga mit dem Gold Coast Oceanway an.

## Geschichte
Die South Coast Railway hielt bereits 1903 in Tugun an. Sie brachte Touristen. 1925 wurde ein erstes Hotel in Tugun eröffnet. 1927 erfolgte der Brückenbau über den Currumbin Creek. Um 1940 wurde das Gebiet weiter besiedelt und es gab nun zwei Geschäfte und einen Metzger. Ferner ließen sich Farmer in gewisser Entfernung vom Strand nieder. Der Zug hielt täglich einmal in Tugun an.
In den 1950er Jahren wurden Ferienhäuser gebaut, 1992 entstand das John Flynn Hospital und weitere Gesundheitseinrichtungen. Der Tugun Bypass, der 2008 eröffnet wurde, verbindet den Vorort mit dem Gold Coast Airport in Coolangatta.

## Sehenswürdigkeiten
Im Pazifik vor Tugun steht das Gold Coast Desalination Plant, eine Meerwasserentsalzungsanlage, die Trinkwasser erzeugen kann. Weitere Sehenswürdigkeiten des Vorortes sind die Tugun Taverne, der Tugun Surf Life Saving Club und der Flat Rock.

## Sport
Es gibt einige bekannte Sportvereine in Tugun, wie zum Beispiel die Tugun Seahawks und den örtlichen Rugby-League-Club.